# Zkamenělé dřevo

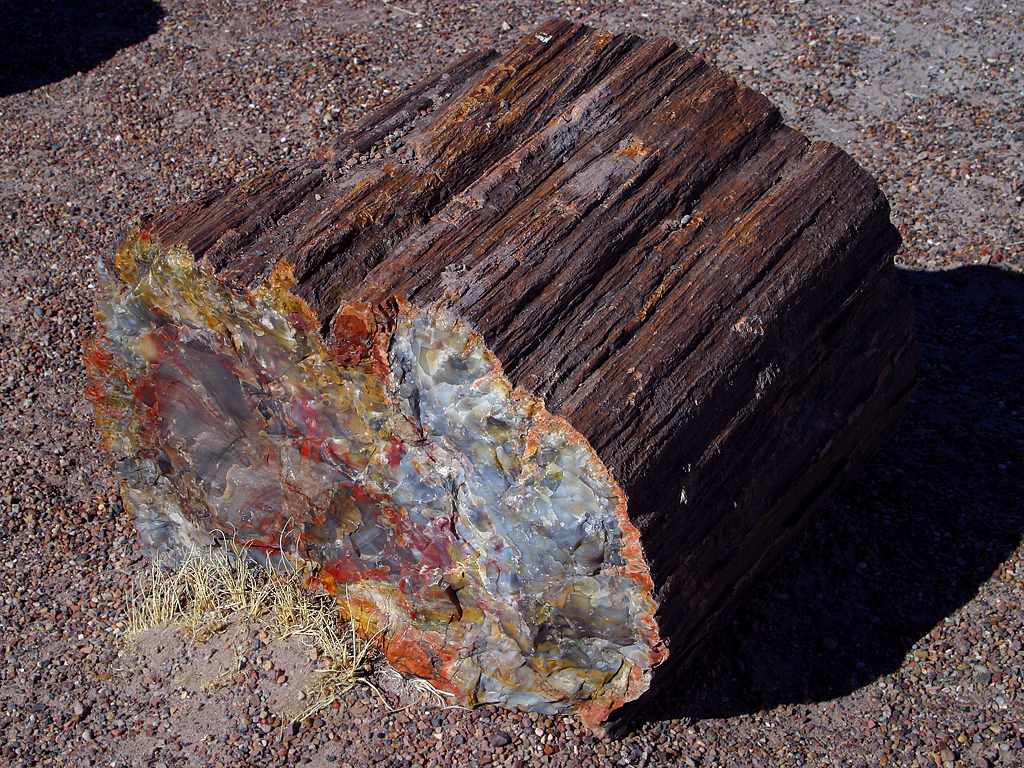
Zkamenělý kmen v národním parku Petrified Forest

Zkamenělé dřevo, fosilní dřevo, je název pro speciální typ zkamenělin suchozemských rostlin. Jedná se o výsledek permineralizace stromů, které proces přeměnil v kameny. Všechny organické materiály ve stromě byly přeměněny na minerály, především křemičitany, jako např. křemen, ale byla mu ponechána původní dřevěná struktura. Na rozdíl od ostatních fosilií, které jsou často pouze otisky, se jedná o třídimenzionální reprezentaci původního organického materiálu. Proces kamenění probíhá pod zemí, kde je dřevo pohřbeno pod sedimenty, které ho chrání nedostatkem kyslíku, který by jinak dřevo rozložil. Minerální vody proudící přes sedimenty uskladňují v buňkách rostliny minerály a jak lignin a celulóza v rostlině slábnou, vytváří se na ní kámen.
V České republice jsou nacházeny prokřemenělé karbonské dřeviny araukarity, pojmenovány jsou podle latinského názvu blahočetů, jimž se podobají. Dnes jsou tyto dřeviny řazeny do tvarového rodu Agathoxylon (dříve Dadoxylon).
Obecně dřevu trvá sto let, než zkamení, což se musí stát před jeho rozkladem. Naleziště, která jsou známa hojným výskytem zkamenělého dřeva, jsou často nazývána zkamenělými lesy – např. národní park Petrified Forest, Área Natural Protegida Bosque Petrificado Sarmiento, apod.

## Složení
Chemické prvky, jako mangan, železo a měď, které se při petrifikaci vyskytují ve vodě, nebo v bažině, dávají dřevu širokou škálu různých barev. Čisté krystaly křemene jsou sice bezbarvé, ale když se k nim přidají znečišťující látky, jejich barva se může změnit na žlutou, červenou a další.

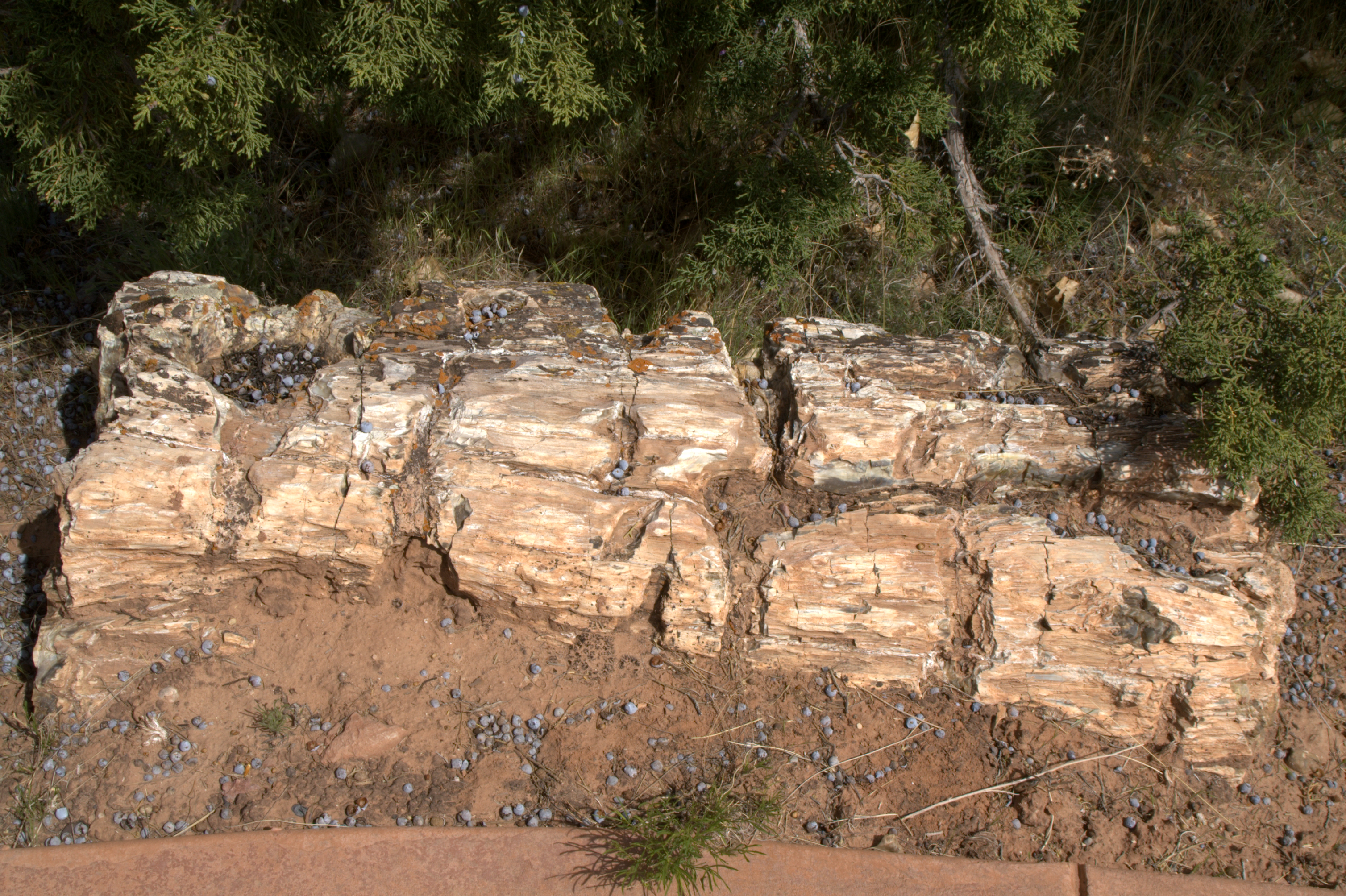
Státní park Escalantský zkamenělý les v Utahu.

Následuje seznam znečišťujících látek a jejich barev:
- uhlík – černá
- kobalt – zelená/modrá
- chrom – zelená/modrá
- měď – zelená/modrá
- oxidy železa – červená, hnědá a žlutá
- mangan – růžová/oranžová
- oxidy manganu – načernalá/žlutá

Zkamenělé dřevo si uchovává svou původní strukturu až do mikroskopického detailu. Často se zkoumají letorosty a různé tkáně.
Na Mohsově stupnici tvrdosti má zkamenělé dřevo tvrdost 7, což je stejně jako křemen.
Zkamenělé dřevo je provinčním kamenem v kanadské provincii Alberta a státním drahokamem v americkém státě Washington.

## Naleziště

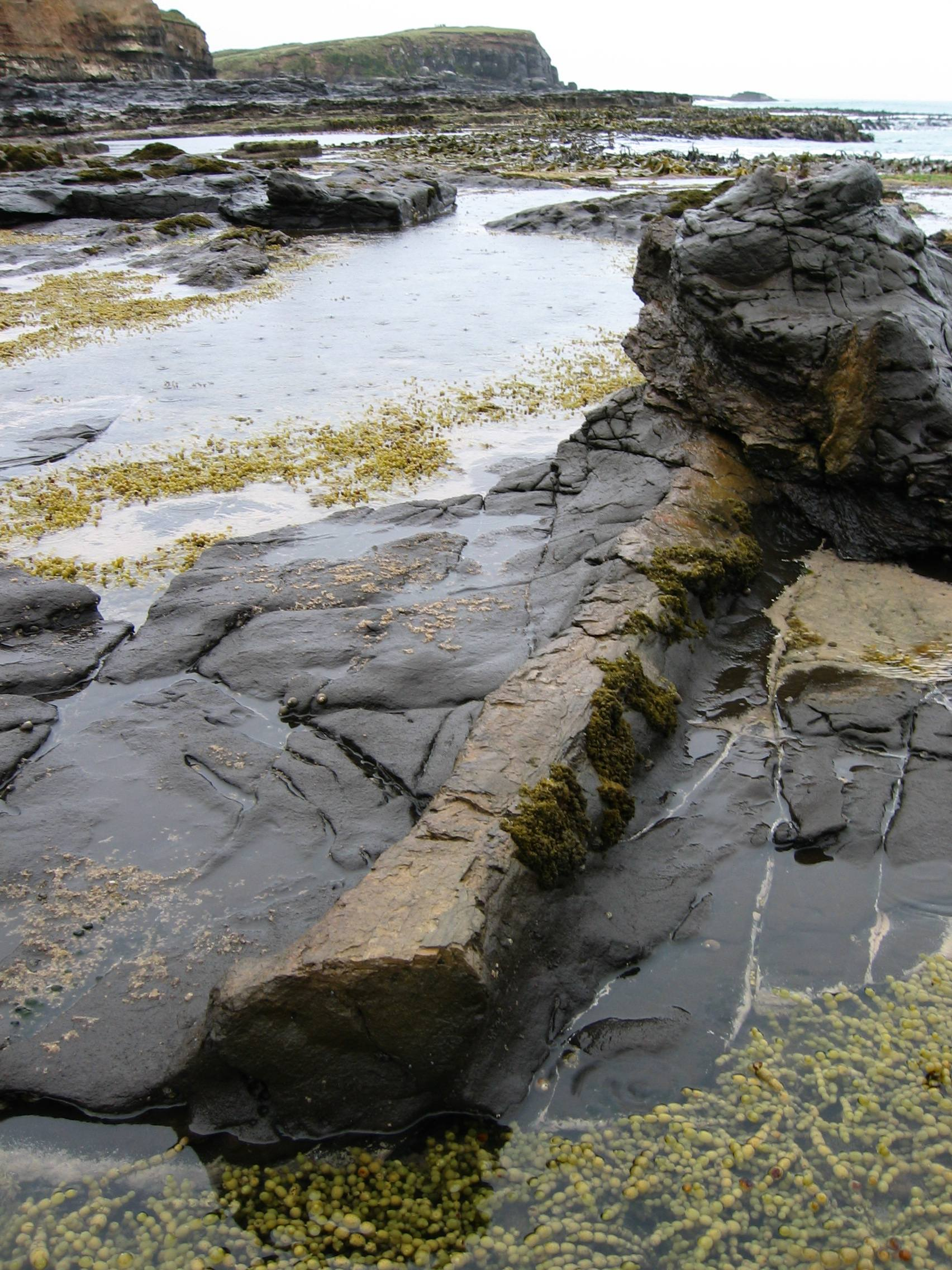
Zkamenělá kláda na pobřeží zálivu Curio Bay na Novém Zélandu

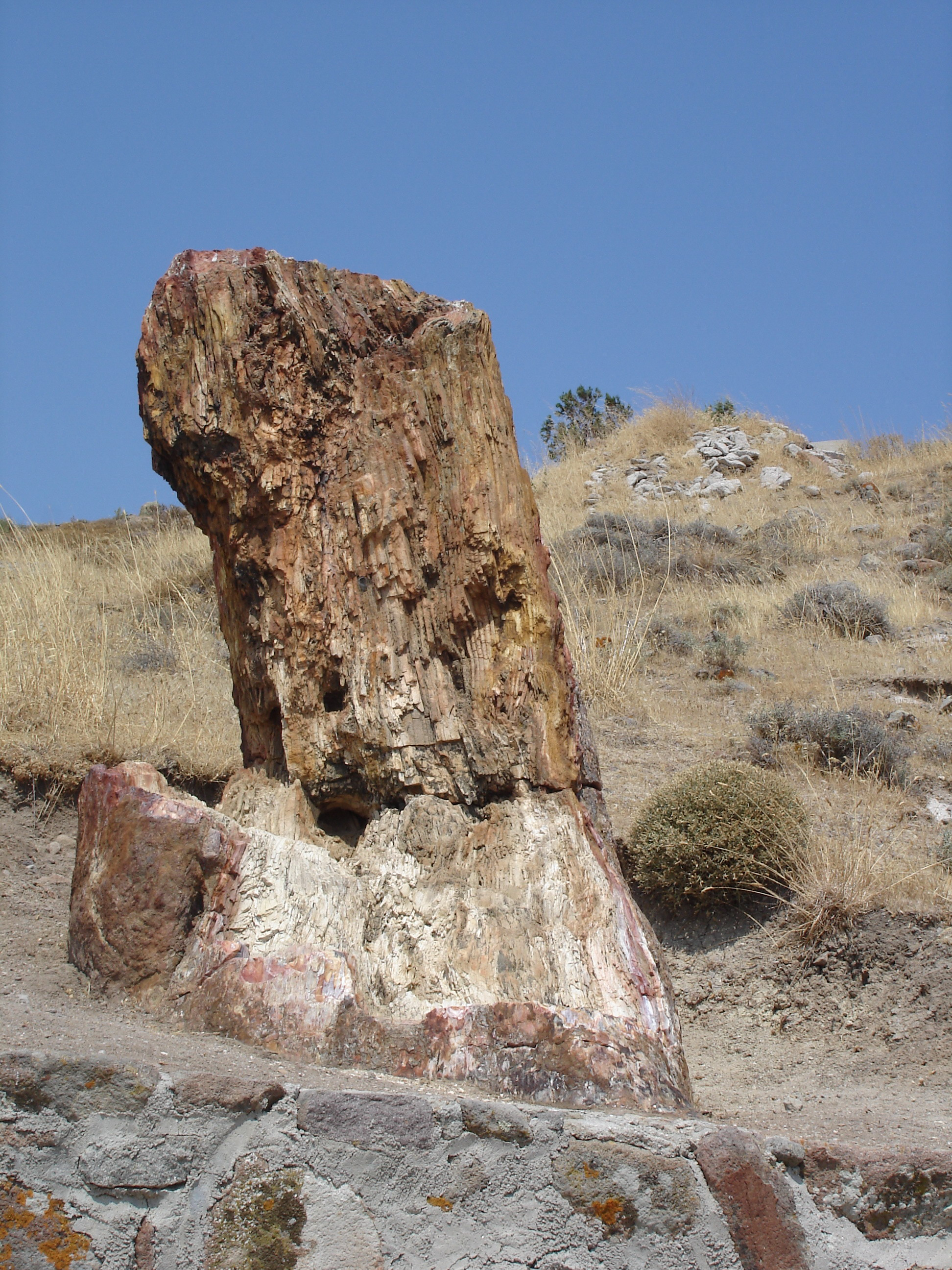
Zkamenělý strom na řeckém ostrově Lesbos

- Argentina – národní památka Zkamenělý les se nachází v patagonské provincii Santa Cruz. Některé zdejší exponáty mají délku až 30 metrů a průměr 3 metry.
- Austrálie – na nejmenším kontinentu se také vyskytují exponáty zkamenělého dřeva, pro které je známé např. město Chinchilla v Queenslandu.
- Belgie – nedaleko Hoegaardenu.
- Brazílie – v geoparku Paleorrota se nachází velké území pokryté zkamenělým dřevem.
- Česko – Nová Paka je nejznámější lokalitou kamenů z permu a karbonu u nás, v Lounech je muzeum Zkamenělý les vystavující nálezy především z Ohře.
- Čína – čínská vláda zavedla v Džungarii na severozápadě země přísný zákaz sbírání tohoto materiálu, ale dále z něj vyrábějí desky a stoly.
- Egypt – ministerstvo živ. prostředí vyhlásilo zkamenělý les na cestě mezi Káhirou a Suezem chráněným prostředím, stejně jako prakticky celou poušť na západě země.
- Ekvádor – zkamenělý les Puyango patří k největším zkamenělým lesům světa.
- Indie – Indickým geologickým ústavem chráněná Thiruvakkarai Village je známou památkou ve městě Čennaí, jejíž velkou plochu pokrývá zkamenělý les.
- Indonésie – zkamenělým lesem je pokrytá část provincie Banten a národního parku Mount Halimun Salak.
- Kanada – zkamenělé dřevo je provinčním kamenem Alberty, kde se vyskytuje v badlands na jihu území. Velký zkamenělý les se také nachází na ostrově Axela Heiberga v Nunavutu.
- Libye – Libyjská poušť obsahuje stovky čtverečních kilometrů, na kterých se nachází mj. také zkamenělé dřevo.
- Namibie – Damaralandský zkamenělý les.
- Německo – muzeum přírodní historie v Chemnitz obsahuje kolekci zkamenělého dřeva, které bylo nalezeno ve městě v roce 1737.
- Nový Zéland – záliv Curio na jihu země obsahuje příklady zkamenělého dřeva, stejně jako fosilní les nedaleko Aucklandu.
- Řecko – zkamenělý les na ostrově Lesbos je s rozlohou 150 km² nejspíš největším zkamenělým lesem světa. Nacházejí se zde velké kmeny i s kořeny, které dosahují délky až 22 metrů.
- Spojené království – mnoho exemplářů zkamenělého dřeva se nachází při odlivu na pobřeží Anglie a Walesu. V hrabství Dorset se nachází fosilní les.
- Spojené státy americké – mezi nejznámější naleziště zkamenělého dřeva patří:
  - Zkamenělý les ve městě Lemmon v Jižní Dakotě.
  - Státní park Ginkgo/Wanapum ve státě Washington.
  - Národní park Petrified Forest v Arizoně.
  - Mississippský zkamenělý les ve středním Mississippi.
  - Národní památka Florissantské fosilní ložiska se nachází uprostřed státu Colorado.
  - Yellowstonský národní park ve Wyomingu.
  - Národní park Theodora Roosevelta, konkrétně jeho jižní část, v Severní Dakotě.
  - Gilboský fosilní les ve státě New York.
  - Státní park Escalantský zkamenělý les v Utahu.
  - Zkamenělé prameny ve městě Kenosha ve Wisconsinu.
- Ukrajina – zkamenělé kmeny blahočetů se nachází nedaleko města Družkivka.

## Umělé zkamenělé dřevo
Umělá napodobenina zkamenělého dřeva je vyráběna v laboratoři ve státě Washington. V procesu byly malé kostky borovicového dřeva namočeny do kyseliny a na další dva dny do křemenového roztoku. Výsledný produkt byl poté dvě hodiny vařen za teploty 1400 °C v argonové atmosféře. Výsledkem byl karbid křemíku, který ochránil složitou buněčnou stavbu dřeva. Pokud byl místo křemenového roztoku použit wolframový, vznikl na konci karbid wolframu.